# Penelopeia
Penelopeia , biljni rod iz porodice Cucurbitaceae smješten u tribus Cucurbiteae. Postoji dvije priznate vrste iz Dominikanske Republike i Haitija

## Vrste
1. Penelopeia sphaerica (Alain) H.Schaef. & S.S.Renner
2. Penelopeia suburceolata (Cogn.) Urb.

## Sinonimi
- Anacaona Alain
- Anacaona sphaerica Alain